# Perú Mágico
Perú Mágico es un canal de televisión por suscripción internacional de origen peruano. Fue lanzado en 2004 y es operado por Movistar TV. Su programación está compuesta por programas de Movistar Deportes, Canal N y Plus TV Life. Previamente, incluía el canal Movistar Música hasta su cierre.
El canal está disponible en Chile por Movistar TV, en Estados Unidos por DirecTV. Previamente, se encontraba disponible en Venezuela por Movistar TV hasta el cierre de esta última. Tenía cobertura para el resto de Latinoamérica a través de la plataforma de streaming Fanatiz, pero fue retirada de su parrilla de canales.

## Logotipos

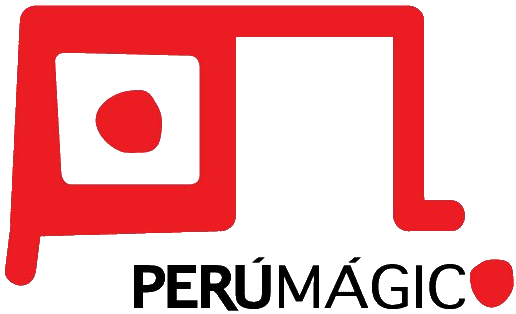
2011-2014
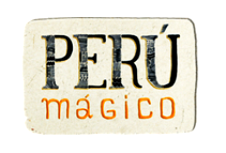
2014-2016